# (100399) 1995 YM7
(100399) 1995 YM7 es un asteroide perteneciente al cinturón de asteroides, descubierto el 16 de diciembre de 1995 por el equipo del Spacewatch desde el Observatorio Nacional de Kitt Peak, Arizona, Estados Unidos.

## Designación y nombre
Designado provisionalmente como 1998 UV39.

## Características orbitales
1995 YM7 está situado a una distancia media del Sol de 3,096 ua, pudiendo alejarse hasta 3,537 ua y acercarse hasta 2,654 ua. Su excentricidad es 0,142 y la inclinación orbital 12,33 grados. Emplea 1990 días en completar una órbita alrededor del Sol.

## Características físicas
La magnitud absoluta de 1995 YM7 es 14,7. Tiene 6,529 km de diámetro y su albedo se estima en 0,045.